# Oncothecaceae
Oncothecaceae é o nome botânico de uma família de plantas dicotiledóneas, composta por apenas 2 espécies num único género, Oncotheca.
São árvores ou arbustos, de folhas persistentens, endémicas da Nova Caledónia.
A classificação filogenética situa a divergência desta família ao nível das euasterídeas I.
A classificação clássica coloca esta família na divisão Magnoliophyta, classe Magnoliopsida, subclasse Dilleniidae e ordem Theales.

## Posicionamento
- clado das asterídeas (em inglês, "asterids")
  - ordem Cornales
  - ordem Ericales
  - clado das lamiídeas ou euasterídeas I (em inglês, "euasterids I" ou "lamiids")
    - família Boraginaceae -- colocada sem ordem
    - família Icacinaceae -- colocada sem ordem
    - família Metteniusaceae -- colocada sem ordem
    - família Oncothecaceae-- colocada sem ordem
    - família Vahliaceae -- colocada sem ordem
    - ordem Garryales
    - ordem Gentianales
    - ordem Lamiales
    -  ordem Solanales

  -  clado das campanulídeas ou euasterídeas II (em inglês, "euasterids II" ou "campanulids")
    - ordem Apiales
    - ordem Aquifoliales
    - ordem Asterales
    - ordem Bruniales
    - ordem Dipsacales
    - ordem Escalloniales
    -  ordem Paracryphiales